# Polýdendro
Polýdendro är en ort i Grekland.   Den ligger i prefekturen Nomós Imathías och regionen Mellersta Makedonien, i den norra delen av landet, 300 km norr om huvudstaden Aten. Polýdendro ligger 758 meter över havet och antalet invånare är 231.
Terrängen runt Polýdendro är huvudsakligen kuperad, men västerut är den bergig. Runt Polýdendro är det glesbefolkat, med 14 invånare per kvadratkilometer. Närmaste större samhälle är Véroia, 12,0 km norr om Polýdendro. 